# Tyra Caterina Grant
Tyra Caterina Grant (ur. 12 marca 2008) – włoska tenisistka.

## Kariera tenisowa
W 2023 zadebiutowała w cyklu ITF Women’s Circuit.
Startując w rozgrywkach juniorów, Tyra Caterina Grant w 2023 roku zwyciężyła w French Open w grze podwójnej dziewcząt, grając w parze z Clervie Ngounoue. W finałowym meczu wygrały z Aliną Korniejewą oraz Sarą Saito.

## Wygrane turnieje rangi ITF
| turnieje z pulą nagród 100 000 $ (W100)  |
| turnieje z pulą nagród 80 000 $ (W80)    |
| turnieje z pulą nagród 60 000 $ (W75)    |
| turnieje z pulą nagród 40 000 $ (W50)    |
| turnieje z pulą nagród 25/30 000 $ (W35) |
| turnieje z pulą nagród 15 000 $ (W15)    |

### Gra pojedyncza
|    | Data       | Turniej | ($)    | Naw.    | Finalistka     | Wynik         |
| 1. | 10/03/2024 | Antalya | 15 000 | Ceglana | Anja Stanković | 6:0, 6:4      |
| 2. | 01/12/2024 | Sëlva   | 40 000 | Twarda  | Stacey Fung    | 3:6, 6:1, 7:5 |

## Finały juniorskich turniejów wielkoszlemowych

### Gra podwójna (1–0)
| Końcowy wynik | Nr | Data            | Turniej            | Nawierzchnia | Partnerka        | Przeciwniczki               | Wynik finału |
| ------------- | -- | --------------- | ------------------ | ------------ | ---------------- | --------------------------- | ------------ |
| Zwyciężczyni  | 1. | 10 czerwca 2023 | French Open, Paryż | Ceglana      | Clervie Ngounoue | Alina Korniejewa Sara Saito | 6:3, 6:2     |